# 鶴太郎の危険なテレビ
『鶴太郎の危険なテレビ』（つるたろうのきけんなテレビ）は、1988年4月17日から同年9月25日まで日本テレビで放送されていたバラエティ番組である。放送時間は毎週日曜 12:00 - 12:55 （日本標準時）。

## 出演者
- 片岡鶴太郎
- 岡江久美子
- 井森美幸
- ダチョウ倶楽部
- 森口博子
- 益田喜頓
- 上原謙
- 浪越徳治郎
- 細川隆一郎
- 杉兵助

## スタッフ
- 構成：長谷川勝士／浜田悠・摠谷博志、堀田佳己
- ロケ技術：日本テレビビデオ
- 総合演出：菅原正豊
- ディレクター：吉川圭三、柳沢昌弘、植木善晴、菅賢治
- プロデューサー：大井紀子、中村延義
- 制作：加藤光夫
- 制作協力：太田プロダクション、ザ・ワークス
- 製作著作：日本テレビ
- 1988年5月まではハウフルスも制作に参加していた[1]。